# Trégua de Tanggu

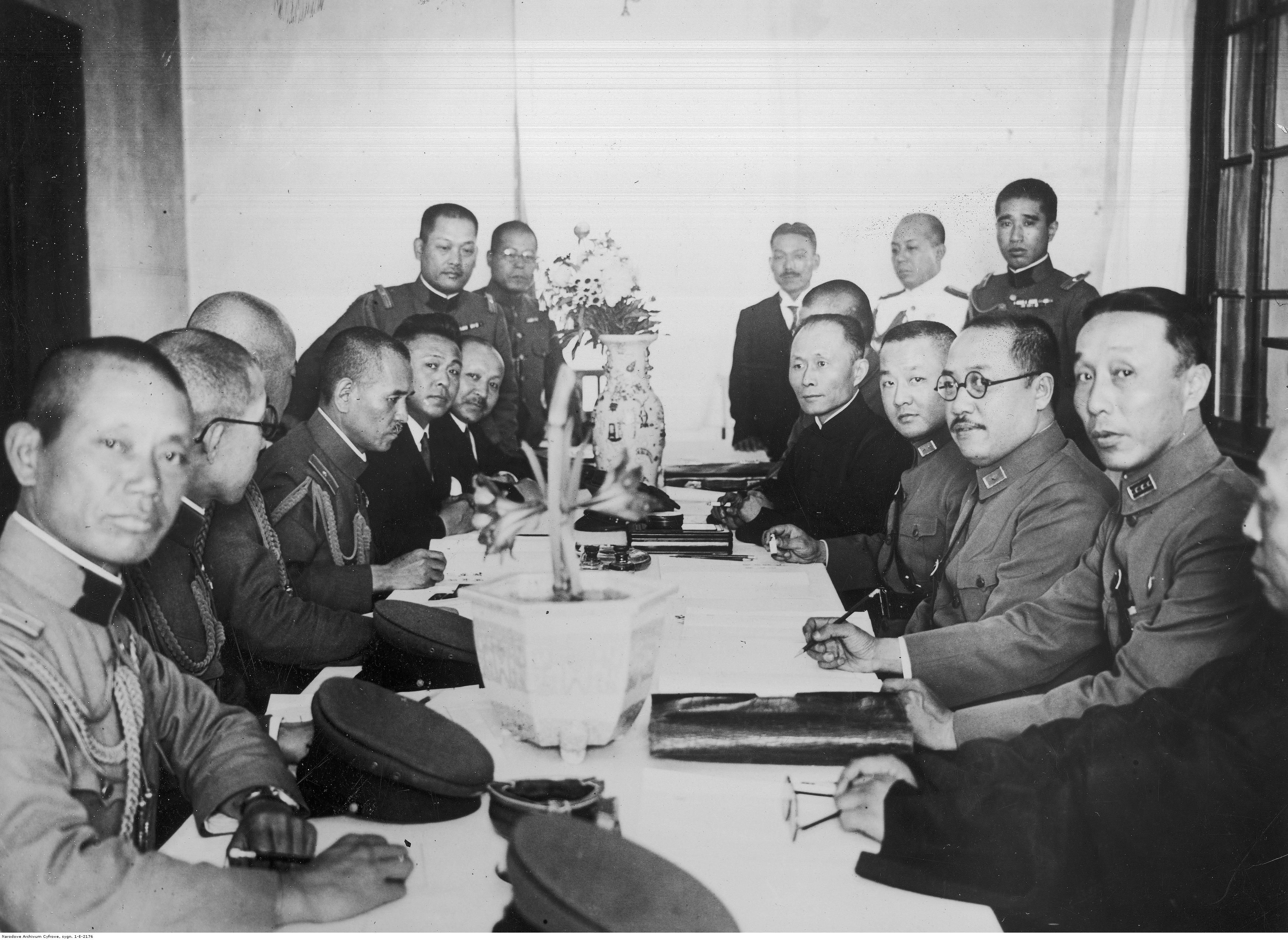
Negociações da Trégua de Tanggu.

A Trégua de Tanggu, às vezes chamada de Trégua de Tangku (chinês tradicional: 塘沽協定, chinês simplificado: 塘沽协定, pinyin: Tánggū Xiédìng; em japonês: em japonês:  塘沽協定, transl. Tanku kyōtei) foi um cessar-fogo assinado entre a República da China e o Império do Japão no Distrito de Tanggu, Tianjin, em 31 de maio de 1933, terminando formalmente a invasão japonesa da Manchúria que havia começado dois anos antes.

## Antecedentes
Após o Incidente de Mukden de 18 de setembro de 1931, o Exército de Guangdong japonês invadiu a Manchúria, e em fevereiro de 1932 havia capturado toda a região. O último imperador da dinastia Qing, Pu Yi, que vivia no exílio nas concessões estrangeiras em Tianjin foi convencido pelos japoneses a aceitar o trono do novo Império de Manchukuo, que permaneceu sob o controle do Exército Imperial Japonês. Em janeiro de 1933, para proteger as fronteiras do sul do Manchukuo, uma força conjunta do Japão e de Manchukuo invadiu Rehe, e depois de conquistar essa província em março, expulsou os exércitos chineses restantes no nordeste além da Grande Muralha na província de Hebei.
As potências ocidentais condenaram as ações japonesas, mas fizeram pouca coisa. Quando a Liga das Nações exigiu que o Japão interrompesse as hostilidades, o Japão retirou-se da Liga em 27 de março de 1933.
Como o exército japonês estava sob instruções explícitas do Imperador Hirohito (que queria um fim rápido para o conflito na China) não foram além da Grande Muralha;  os japoneses suspenderam sua ofensiva em maio de 1933.

## Negociações
Em 22 de maio de 1933, representantes chineses e japoneses se reuniram para negociar o fim do conflito. As exigências japonesas foram severas: uma zona desmilitarizada estendendo-se por cem quilômetros ao sul da Grande Muralha, que se prolonga desde Pequim a Tianjin, seria criada, com a própria Grande Muralha sob controle japonês. Não seriam permitidas unidades militares regulares do Kuomintang na zona desmilitarizada, embora os japoneses fossem autorizados a usar aviões de reconhecimento ou patrulhas terrestres para garantir que o acordo fosse mantido. A ordem pública dentro da zona estava a ser mantida por um levemente armado Corpo de Preservação da Paz da Zona Desmilitarizada.
Duas cláusulas secretas excluíram quaisquer Exércitos Voluntários Anti-Japoneses deste Corpo de Preservação da Paz e previam que eventuais litígios que não pudessem ser resolvidos pelo Corpo de Preservação da Paz deveriam ser resolvidos por acordo entre os governos japonês e chinês. Depois de ter perdido todas as principais batalhas e um território considerável, e com o governo chinês sob Chiang Kai-shek mais preocupado com a luta contra o Partido Comunista Chinês do que os japoneses,[carece de fontes?] o governo chinês concordou com todas as demandas. Além disso, a nova zona desmilitarizada estava principalmente dentro do território restante do desacreditado senhor da guerra manchu Zhang Xueliang.

## Consequências

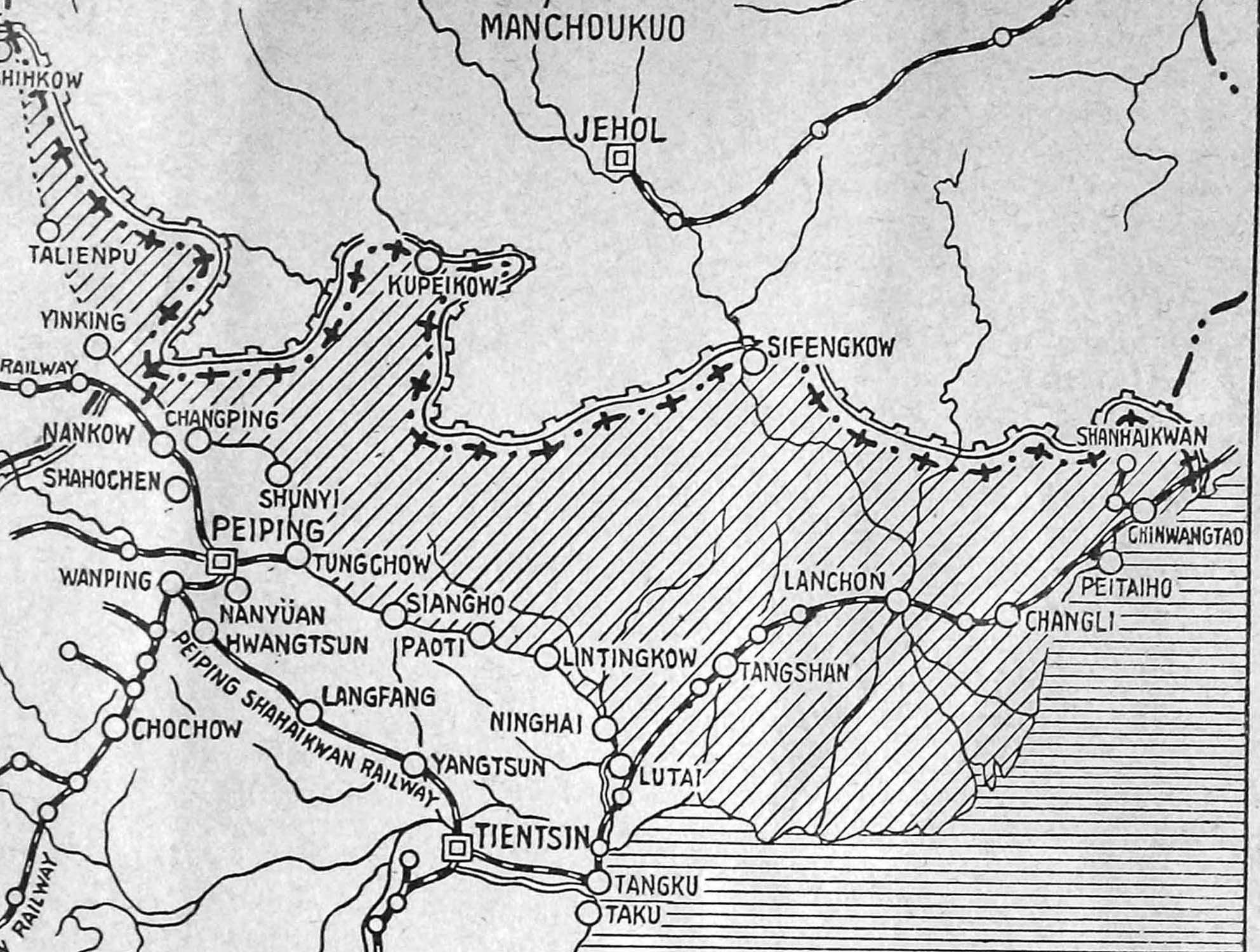
Área desmilitarizada pela Trégua de Tanggu

A Trégua de Tanggu resultou no reconhecimento de facto da existência de Manchukuo pelo governo do Kuomintang, e a aceitação da perda de Rehe. Previa um fim temporário aos combates entre a China e o Japão, e por um breve período, as relações entre os dois países realmente melhorou. Em 17 de maio de 1935, a legação japonesa na China foi elevada ao status de embaixada, e em 10 de junho de 1935, foi concluído o Acordo He-Umezu. A Trégua de Tanggu deu um tempo a Chiang Kai-shek para consolidar suas forças e concentrar seus esforços contra o Partido Comunista Chinês, ainda que à custa do norte da China. No entanto, a opinião pública chinesa era hostil a um acordo tão favorável para o Japão e assim humilhante para a China. Apesar da trégua prever uma zona tampão desmilitarizada, as ambições territoriais japonesas em relação à China permaneceram, e a trégua provou ser apenas um repouso temporário até que as hostilidades irrompessem novamente com o início da Segunda Guerra Sino-Japonesa, em 1937.